# Alopecosa kulczynski
Alopecosa kulczynski är en spindelart som beskrevs av Sternbergs 1979. Alopecosa kulczynski ingår i släktet Alopecosa och familjen vargspindlar. Inga underarter finns listade i Catalogue of Life.